# Guido Guinizelli
Guido Guinizelli (c. 1230-1276), nascido em Bolonha, na atual Emilia-Romagna, norte da Itália, foi um poeta italiano e "fundador" do Dolce Stil Novo. Ele foi o primeiro a escrever neste novo estilo de escrita poética e, portanto, é considerado o fundador ipso facto.
O famoso poeta florentino Dante Alighieri considerava-se um discípulo de Guinizelli:
...quand 'io odo nomar sé stesso il padre
mio e de altri miei miglior che mai
rime d'amor usando dolci e leggiadre...
(Purgatorio, XXVI 97-98).
Os principais temas do Dolce Stil Novo podem ser encontrados no livro de Guinizelli: a beleza angélica das mulheres amadas, a comparação da nobreza ao sol e o uso desenfreado de topoi como cor gentil e Amore.
A poesia de Guinizelli pode ser brevemente descrita como uma conciliação entre o amor divino e o amor terreno com profunda introspecção psicológica. Suas obras principais são Al cor gentil rempaira sempre Amore (Dentro do coração gentil habita Amor), que Peter Dronke considera "talvez a canção de amor mais influente do século XIII" (Dronke 1965, 57), assim como Io vogli [o] del ver a mia donna laudare e Vedut'ho la lucente stella Diana.
Ele morreu em Monselice, perto de Pádua.